# Leše, Tržič
Leše este o localitate din comuna Tržič, Slovenia, cu o populație de 210 locuitori.